# Notozomus rentzi
Espèce
Notozomus rentzi est une espèce de schizomides de la famille des Hubbardiidae.

## Distribution
Cette espèce est endémique du Queensland en Australie,. Elle se rencontre sur le plateau Atherton et dans les monts Bellenden Ker.

## Description
La femelle holotype mesure 3,95 mm et le mâle paratype 3,03 mm.

## Étymologie
Cette espèce est nommée en l'honneur de David Charles Foster Rentz.

## Publication originale
- Harvey, 1992 : The Schizomida (Chelicerata) of Australia. Invertebrate Taxonomy, vol. 6, no 1, p. 77-129.